# Микстура
Микстурата е органов регистър, при който за всяка нота звучат едновременно няколко тръби.
Тези тръби създават обертоновете и са във висок тонов регистър. Поради тази причина микстурата никога не може да звучи сама, а се използва като тонална „корона“ заедно с ред от принципални или флейтови регистри, към които тя прибавя острота и създава типичния единствено за органите звук.
Тъй като микстурите се състоят от няколко тръби, те не се измерват във футове. Означават се с римски цифри, означаващи броя на тръбите в нотата – най-често III, IV, V и т.н. (напр. Mixtur V) или с арабски числа, последвани от „f.“ или „fach“ (от немската дума за „тръба“), например: Mixtur 4 f. В състава на микстурата може да има от 3 до 9 тръби за тон.
Най-голямата микстура се състои от 49 тръби, но е само за първото „до“ в педала. Тази микстура се намира във внушителния орган във Вайнгартн, Германия.